# مايك بات
مايك بات (بالإنجليزية: Mike Batt) (6 فبراير 1949 في ساوثهامبتون) هو موسيقي وملحن ومنتج موسيقي إنجليزي.
تتمثل أعماله بشكل عام في الكلاسيكية الشعبية، وموسيقى البوب الهادئة. أعماله الاثنتان المعروفة هي مشرق العينن التي غناها الأمريكي آرت غارفونكيل، وأغنية سيدة الفجر التي غناها مايك شخصياً. أعماله الأخرى هي رحلة إلى أغادير، موسيقى فيلم قوافل الذي أنتج عام 1978 ورياح التغيير لعام 1980.
كمنتج موسيقي اكتشف مايك المغنية الجورجية البريطانية كاتي ميلوا وأنتج معها ألبوم (Call Off the Search) عام 2004، وألبوم (Piece by Piece) عام 2005، وألبوم (Pictures) عام 2007.

## وصلات خارجية
- مايك بات على موقع IMDb (الإنجليزية)
- مايك بات على موقع ميوزك برينز (الإنجليزية)
- مايك بات على موقع ديسكوغز (الإنجليزية)
- مايك بات على موقع قاعدة بيانات الفيلم (الإنجليزية)

- الموقع الرسمي (باللغة الإنجليزية)